# 渋マガZ
渋マガZ（しぶマガゼット）とはNHKラジオ第1放送で2009年4月5日より2012年4月1日まで放送された若者向け情報番組である。時間は毎週日曜日の20:05-22:55（2009・2010年度は19:20-21:55）。

## 概要
NHKラジオ第1ではこれまでも週末に若者向けの情報番組や聴取者参加番組を多数放送しており（『ラジオ公園通り』や『週刊情報サラダ』など）、『きらり10代!』（19:20-20:55）、『夜はぷちぷちケータイ短歌』（21:05-21:55）を日曜にまとめて放送してきた。これを更に充実させたラジオマガジン仕立て（一種のコンプレックス形式）の番組として統合、リニューアルしたもの。2008年度に2回パイロット版として放送されたものをレギュラー化。前身の『きらり!10代』が主に中高校生を対象とした内容であったのに対し、本番組では主に大学生を中心に想定している。番組が切り替わる際に入るミニドラマは番組のディレクター陣が演じている。2010年4月よりミニドラマはなくなっている。番組名の由来は、「渋谷マガジンZ」を略したもの。

### テーマソング
Aira Mitsuki『カラフル・トーキョーサウンズ・NO.9』
21（旧20）時台の「夜はぷちぷちケータイ短歌」のコーナーでは、引き続き甲斐名都の『天の川』も使われている。

## 放送時間
毎週日曜 20:05～22:55
- 20:55-21:00 全国天気・全国交通情報、21:00-21:05ごろ[3] 全国ニュース、21:55-22:15 ニュース[4]（22:00までローカルニュース、22:00から22:15全国のニュースとスポーツニュース）により中断
- 選挙（特に国政選挙）の開票速報や、特別番組などで20時台以降（2011年度以降は番組自体）が休止になる場合がある。

## 放送時間の変遷
| 期間          | 放送時間     | 放送総数 |
| ------------- | ------------ | -------- |
| 2009-2010年度 | 19:20～21:55 | 155分    |
| 2011年度      | 20:05～22:55 | 170分    |

## 出演者・時間割
- 総合パーソナリティ：青井実（NHKアナウンサー）
  - 2008年度までの『夜はぷちぷちケータイ短歌』の司会。
  - 2010年度よりこの番組の前に放送される『MUSIC JAPAN』（NHK総合テレビジョン）と2本連続出演）。

2011年4月24日から仙台局に限り、20時台・21時台に『震災に負けない!「やるっちゃ!宮城」』を差し替え番組として放送しているため、当分の間当番組は22時台のみ飛び乗りとなる（インターネットラジオである「NHKネットラジオ らじる★らじる」で聞くことも可能）。
週によっては他の時間帯の女性MC（パートナー）が客演したり、2009年12月20日放送「クリスマススペシャル」のように全MCが全編にわたって出演するケースもある。
不定期で渋谷のスタジオを離れ、地方局の公開スタジオ、あるいはコンサートホールや大学の講堂などを結んだ地方発公開放送がある。この場合はその公開放送が行われるご当地の大学放送部も番組制作・進行アシスタントに携わる。
2011年9月11日は震災半年の特別企画としてNHK仙台放送局製作で仙台市民会館を結んでの公開生放送（このときも東北大学放送部が進行アシスタントを担当する他、21時台にはモンキーマジックのトーク&ライブあり）となるが、アメリカ同時多発テロ事件関係の特番が22:15-24:00にあるため、2010年度までと同じ19:20-21:55の生放送だった。また震災1周年特番として行われる2012年3月11日（同じく仙台製作で同局と石巻専修大学を結んでの公開生放送）も22:15-24:00に別の震災特別番組があるため、20:05ごろ－21:55で放送された（NHK東日本大震災プロジェクトの一環として放送）。

### 第1部
（2010年度までの19時台・2011年度の20時台）
2009年度
- MC：浜口順子（タレント、2008年度までの『きらり!10代』MC）
- 全体のオープニング
- キャンパス情報（大学のユニークなサークルを浜口がリポートする）
- こたえて!生協の白石さん

2010・2011年度
- MC：JYONGRI（シンガーソングライタ、浜口と同じ大阪出身）
- 全体のオープニング
- JYONGRIの「Joy to the MUSIC」
- キャンバス7（前年度「キャンパス情報」の後継企画。大学の今をJYONGRIがリポートする）
- こたえて!生協の白石さん
- スペシャルインタビュー（随時）
- 週間ニュースランキング7（NHKワンセグ2の番組『モバイル週間ニュース』との連動企画）

### 第2部
（2010年度までの20時台・2011年度の21時台）
- MC：だいたひかる（お笑いタレント）
- 夜はぷちぷちケータイ短歌（2008年度まで単独番組として放送していたが当番組スタートに伴い吸収）

### 第3部
（2010年度までの21時台・2011年度の22時台（仙台のみ飛び乗り））
- MC：椿姫彩菜（モデル）
- 企画（「社会チラ見」、「こだわリスト見参!」、スペシャルインタビューなど）
- 就活情報（ゲスト：上田晶美（キャリアコンサルタント）ほか）
- こたえて!生協の白石さん
- 全体のエンディング

## 番組の終焉
2011年春改編で19時台の枠に隔週で『AKB48 私たちの物語』・『上地雄輔のラジ音!』（NHK-FM放送で金曜22時台に放送する番組の再放送）を編成するのと、22:15-22:45の『新日曜名作座』の23:10-23:40への移転などに伴い、20:05-22:55の放送に変更された（そのまま1時間繰り下げられた形になった）。なお22時台は22:15-22:55の枠となっていた。
2012年春改編で『wktkラヂオ学園』と題して、土曜・日曜の21時～24時に若者向けの情報番組を集約した新番組を放送するため、同年4月1日をもって番組終了。3年の放送に幕を降ろした。

## 差し替え番組
- 震災に負けない!「やるっちゃ!宮城」（宮城県、20時台・21時台差し替え）

### ご当地版
- ぶち☆なま（NHK-FM） - 毎週金曜21:10 - 22:45に放送された広島ローカルの若者向け番組。俗称として『広島版渋マガZ』として位置づけられている。